# Whitesnake (album)
Whitesnake sedmi je studijski album engleskog hard rock sastava Whitesnake, objavljen u travnju 1987. godine. Album je označio velike promjene u dotadašnjem radu grupe Whitesnake, pa se tako na njemu po prvi puta promovira glam metal stil glazbe. Prodao se u preko osam milijuna kopija (dosegao osmerostruku platinastu nakladu). Izdan je u dvije verzije, jedna za Europu, a druga za SAD. Na Europskoj verziji nalaze se dvije dodatne skladbe, "Looking for Love" i "You're Gonna Break My Heart Again".

## Popis pjesama

### SAD
1. "Crying in the Rain" (Coverdale) – 5:37
2. "Bad Boys" – 4:09
3. "Still of the Night" – 6:41
4. "Here I Go Again" (Coverdale, Bernie Marsden) – 4:35
5. "Give Me All Your Love" – 3:30
6. "Is This Love" – 4:45
7. "Children of the Night" – 4:24
8. "Straight for the Heart" – 3:40
9. "Don't Turn Away" – 5:11

### Europa (1987.)
1. "Still of the Night" – 6:36
2. "Bad Boys" – 4:06
3. "Give Me All Your Love" – 3:31
4. "Looking for Love" – 6:33
5. "Crying in the Rain" (Coverdale) – 5:37
6. "Is This Love" – 4:43
7. "Straight for the Heart" – 3:39
8. "Don't Turn Away" – 5:10
9. "Children of the Night" – 4:24
10. "Here I Go Again 87"  (Coverdale, Marsden) – 4:34
11. "You're Gonna Break My Heart Again" – 4:11

## Singlovi
- "Here I Go Again"
- "Is This Love"
- "Still of the Night"
- "Give Me All Your Love"
- "Crying in the Rain"
- "Bad Boys"

## Osoblje
| Whitesnake - David Coverdale – prvi vokali - John Sykes – gitara, prateći vokalii - Neil Murray – bas-gitara - Aynsley Dunbar – bubnjevi Dodatni glazbenici - Don Airey – klavijature - Bill Cuomo – klavijature - Adrian Vandenberg – gitara - Dann Huff - gitara ("Here I Go Again 87" - Radio Mix/Edit verzija) - Denny Carmassi - bubnjevi ("Here I Go Again 87" - Radio Mix/Edit verzija) - Vivian Campbell - gitara ("Give Me All Your Love") | Ostalo osoblje - Mike Stone - produciranje - Keith Olsen - produciranje, miksanje - Greg Fulginiti - mastering |

## Top lista

### Album
| Godina | Top lista         | Mjesto |
| ------ | ----------------- | ------ |
| 1987.  | The Billboard 200 | 2.     |

### Singlovi
| Godina | Singl                      | Top lista              | Mjesto |
| ------ | -------------------------- | ---------------------- | ------ |
| 1987.  | "Still of the Night"       | The Billboard Hot 100  | 79.    |
| 1987.  | "Still of the Night"       | Mainstream Rock Tracks | 18.    |
| 1987.  | "Here I Go Again"          | The Billboard Hot 100  | 1.     |
| 1987.  | "Here I Go Again"          | Mainstrean Rock Tracks | 3.     |
| 1987.  | "Is This Love"             | The Billboard Hot 100  | 2.     |
| 1987.  | "Is This Love"             | Mainstrean Rock Tracks | 13.    |
| 1988.  | "Give Me All of Your Love" | The Billboard Hot 100  | 48.    |
| 1987.  | "Give Me All of Your Love" | Mainstrean Rock Tracks | 22.    |